# ニューヨークの郵便気送管
ニューヨークの郵便気送管(英：Pneumatic Tube Mail System in New York)は、アメリカ合衆国のニューヨーク市で1897年から1953年まで運用された郵便配送システムである。

## 初期の郵便気送管
アメリカで最初の気送管は、実業家・発明家として知られるアルフレッド・イーリー・ビーチによって1876年にニューヨークに作られた。ビーチは空気圧を利用する地下交通システムを考案し実際にテスト走行まで行なったのだが、政治的妨害と経済恐慌のために実現出来なくなり、代わりに全長300mの実験的な郵便気送管を造った。
1888年、ウェスタン・ユニオン・テレグラフ・カンパニー (Western Union Telegraph Company) はニューヨークの本社ビルと近くにある複数の営業所を結ぶ小規模の気送管を実用化したが、それ以上は発展しなかった。
郵便気送管はロンドンやベルリン、パリなどで1850年代から実用化されており、アメリカ合衆国郵政省も1890年頃から導入を検討し始め、1893年3月1日にフィラデルフィアで1キロ区間の試験運転を行なった。ヨーロッパのチューブの内径は最大9cm程度だがフィラデルフィアは18cm、速度も4倍になり輸送能力は20倍に跳ね上がった。この実験の成功を受けニューヨーク市での導入が決定、工事はニューヨークにあるチューブラー・ディスパッチ社に委託した。

## 運用開始
1897年、ニューヨークで郵便気送管の運用が始まった。最初に開通したのはパーク・ロウにあった旧中央郵便局とボウリング・グリーンにあった商品取引所の約1.2km区間で、1897年10月7日にチョンシー・デピュー上院議員(Chauncey Depew)によって除幕式が行われた。

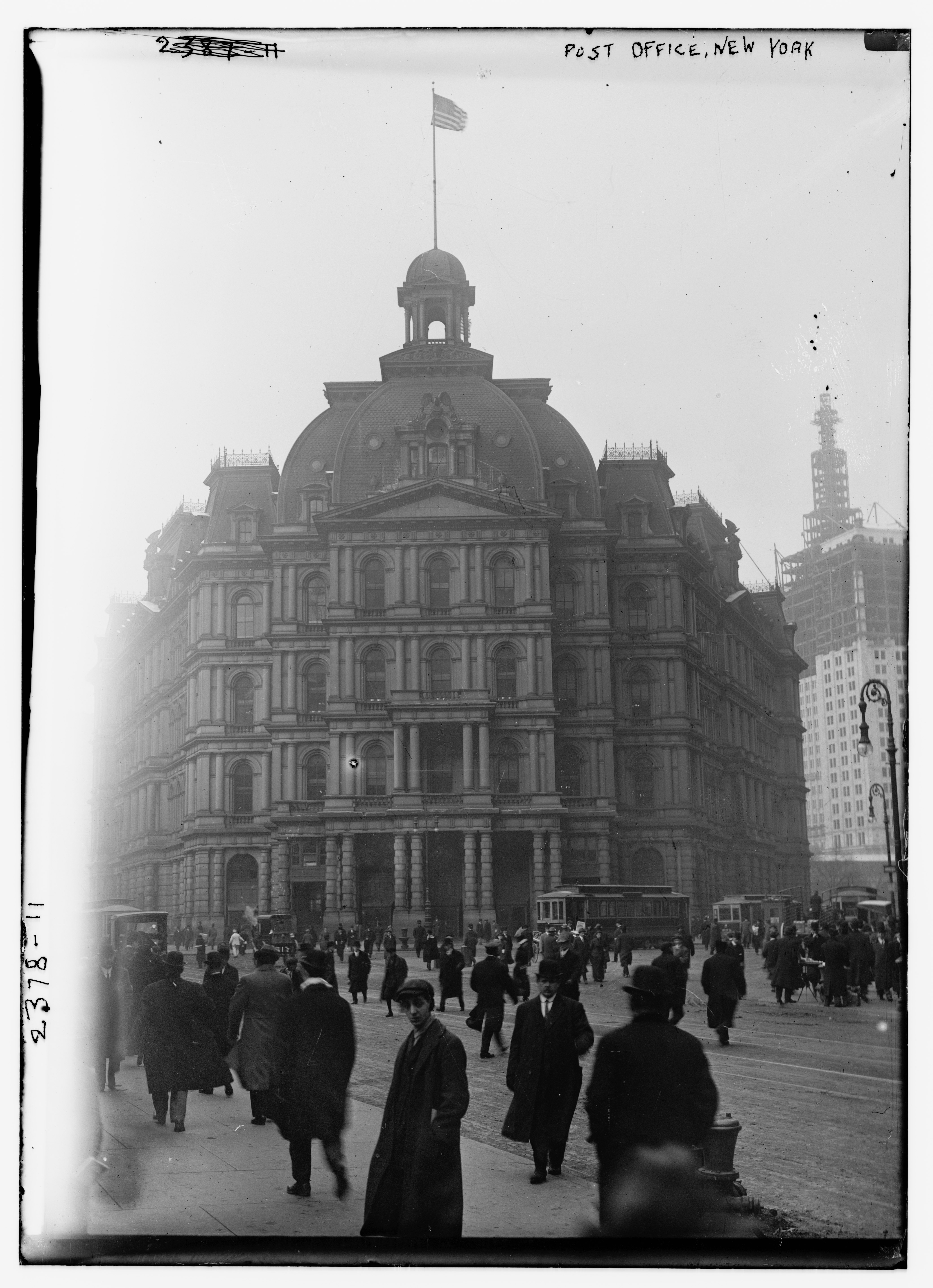
パーク・ロウの旧中央郵便局

初めて装填されるキャニスター(気送子:金属製の筒状の容器)には、星条旗で包まれた聖書、憲法のコピー、Ｗ・マッキンリー大統領の就任演説のコピーなどが入れられた。聖書を入れたのはヨブ記9-25にある「わたしの人生の日々は飛脚よりも速い」を引用するためである。相手先の商品取引所からはスミレの花束が送り返された。
式典が終わり祝賀会が始まると、まずは大きな桃のイミテーションが届き、続いてシャンパン、生きている黒猫、衣服、燭台など風変わりな物が次々に送られてきて会場を笑いに包んだ。桃はデピュー上院議員の愛称であり、猫は恐らく中央郵便局でネズミ駆除のために配備される「猫警察隊」(Feline Police Squad)の1匹と思われる。だがこれらは単なるジョークではなく「運べるのは手紙だけでない」というマスコミへのアピールでもあった。
翌日のニューヨーク・タイムズ紙は「片道1.2kmを往復するのに3分もかからなかった!」とその速度を称賛した。その後、旧中央郵便局近くにあるトリビューンビルから商品取引所の近くの銀行窓口までの配達時間を競争したところ、気送管はわずか10分で届いたのに対し、メッセンジャーは33分、電報は56分、郵便馬車は4時間という結果となった。また交通渋滞や大雪にも全く影響されない点も評価された。

## システム
開通の翌年までにマンハッタン島を一周するルートと、ブルックリン橋を通ってブルックリン郵便局(現在のカドマンプラザ)へのルートの延べ43kmが完成。キャニスターを集配するための中継局は23箇所、送風装置は10箇所に設けられた。

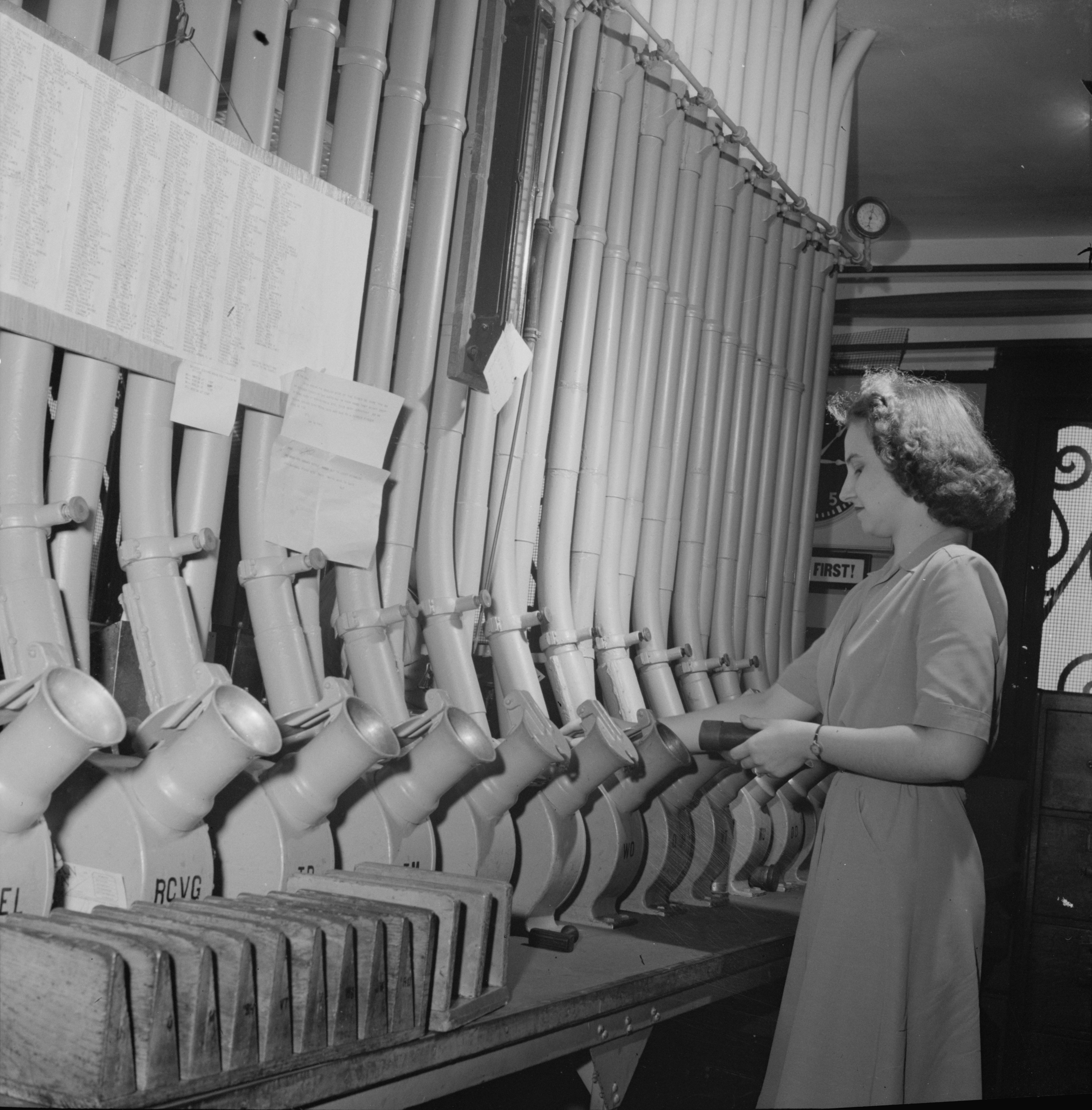
大規模な中継局（写真はワシントンD.C.)

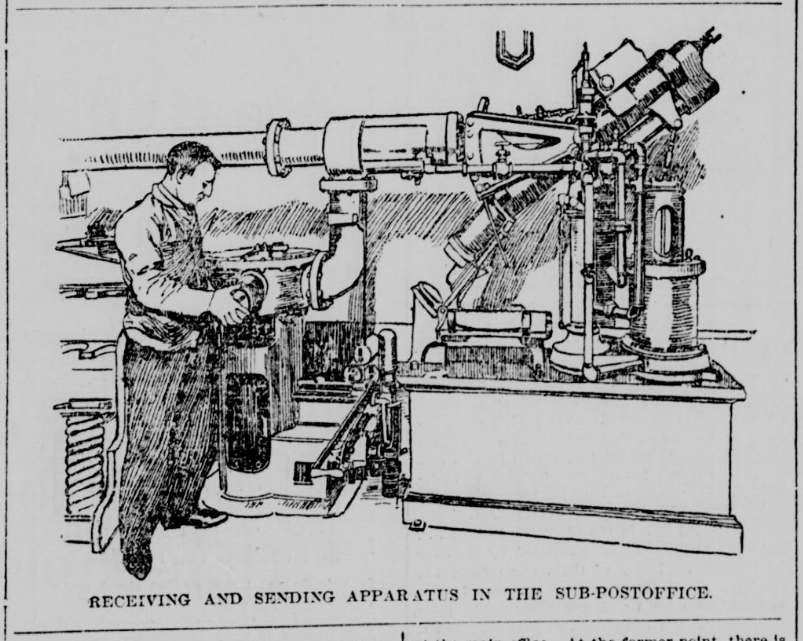
中継局

チューブの内径はフィラデルフィアの試作品よりさらに2cm大きい20cmとなった。材質は直線部は鋳鉄管、曲線部は真鍮管、接合部は溶かした鉛で気密している。チューブは地下1ｍ～3ｍに直接埋設されるが、地下鉄のトンネルを利用する区間もあった。建設費の記録はないが約400万ドル(現在の1億5千万ドル)と推定される。
チューブを移動するキャニスターは直径20cm×長さ90cmの円筒形。0.8mm厚の鋼板を筒形に丸めてリベット留めしたあとハンダで密閉している。外側にフェルト製のリングが2本設けられ、滑りやすくすると同時に気密パッキンの役目をした。先端はフェルトが詰まった厚い本革でカバーされ到着時の衝撃を和らげた。耐久性は16,000キロ(1,000マイル)と設定した。
キャニスターの平均速度は時速56キロ(35マイル)で、チューブへは1分間に8個まで装填が可能だった。1個あたり600通の手紙を収容でき、ピーク時には1日で95,000通（ニューヨーク市で配送される手紙の30%）を配送した。中継局で働くオペレーターは「ロケッティア ”Rocketeers”」と呼ばれた。

## トラブル
チューブの途中でキャニスターが詰まり、その路線が一切使えなくなるというトラブルが度々発生した。道路の混雑が少ない土曜日に「グランターズ」(Grunters)と呼ばれる作業員が修理に呼び出された。詰まりの位置を探るには1人のグランターが装填口から大きな唸り声(=grunt)をあげ、他のグランターがストップウォッチで反響音を計測し、おおよその場所を特定して掘削した。
掘削はチューブを破壊しないよう人力で行われた。1903年に2人の作業員がチューブを修理していたところ、作業が終わったと勘違いした別の作業員が試験筒を射出し2人に直撃、1人が死亡し、もう1人は足の骨と肋骨を粉砕する重傷を負った。また、掘削中にガス管に穴を空けたと勘違いした作業員が慌てて指で穴を塞ごうとして、高圧の空気で指を吹き飛ばされるという事故が起きた。
年月が経つに連れ、チューブ内の潤滑油や浸入した水で配送物が汚れる被害も度々発生した。

## 運用停止
政府の懸念事項は配送物の汚損やチューブの故障だけではない。運営を続けるうちに莫大な維持管理費と借地代が課題となっていった。1年間に支払う借地料だけでも1kmあたり10,000ドル(現在の約33万ドル)を上回っており、第一次世界大戦が始まった1914年には予算を軍事費に回すためサービスを停止した。

戦争が終わると運営会社が熱心なロビー活動を行なったのが功を奏し、1922年に運営を再開した。しかし時代は変わり、気送管では捌き切れないほど郵便物が増加し、小包のサイズも多様化していた。さらに自動車の普及に伴って交通インフラが整備されたため、大量の手紙や小包を運ぶには自動車のほうが安価で効率が良くなっていた。気送管はわずか25年足らずで時代遅れの産物と見なされるようになり、これ以上拡張される見込みはなかった。

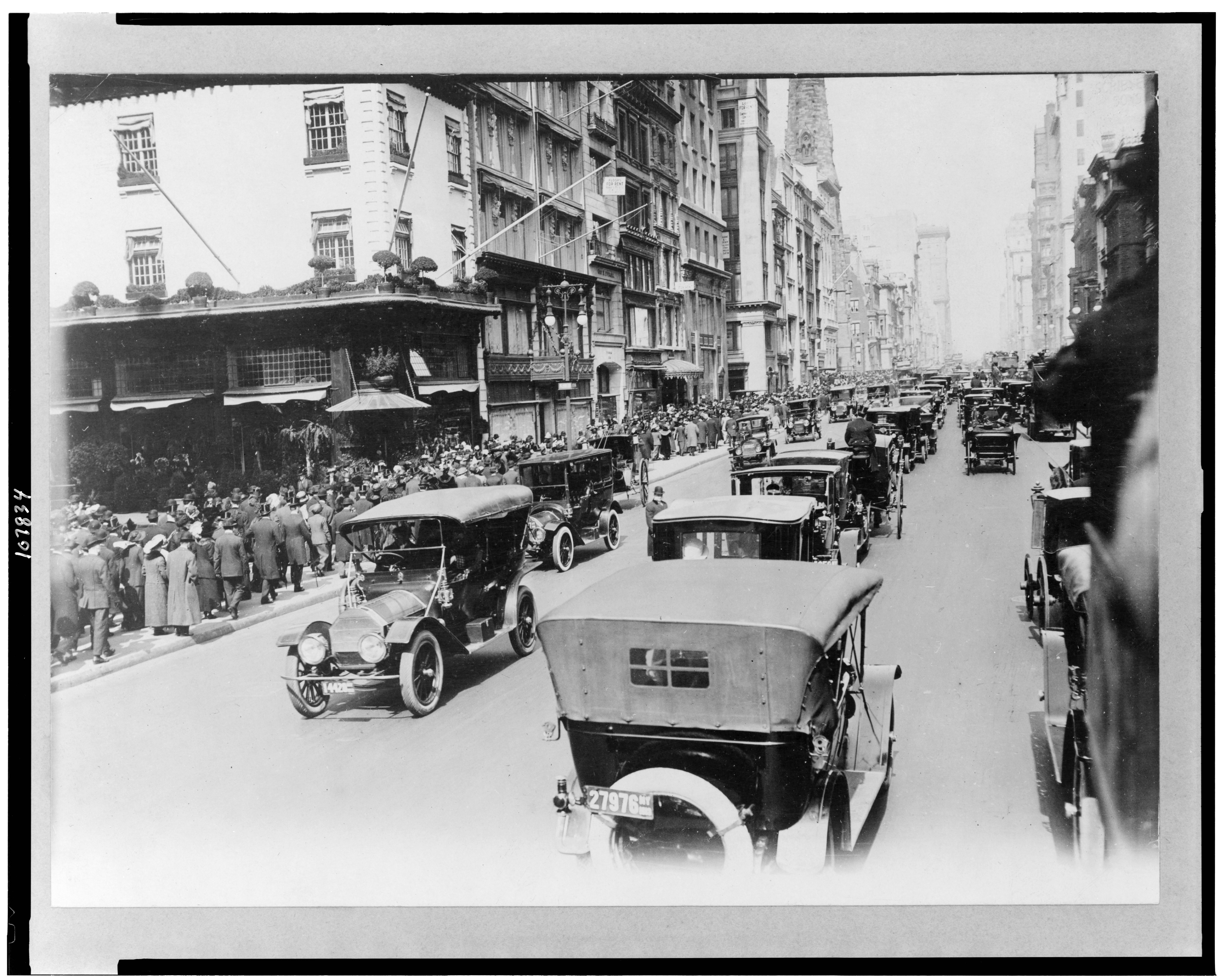
1920年のニューヨーク

1950年4月、ブルックリン橋の改修工事を理由に運用を停止。1953年にニューヨーク市郵便局は郵便物の輸送手段をトラックに切り替える決定を下し、1953年12月31日に全てのサービスを終了した。

## 他の運用例
最初の郵便気送管を実用化したのは1854年のロンドンで、延べ54kmのチューブが敷設された。その2年前に電信(電報)サービスの運用が始まっていたが、この時代の電報は中継局を経由する度にモールス信号を打ち直すためかえって時間がかかった。ほかにも各中継局に熟練した職員を常駐させる必要があることや、中継局で数名の職員の目に留まるため情報漏洩の恐れがあり、気送管のほうが信頼性が高いと見なされた。
パリでは1866年に運用が始まり1884年までにパリ全域の郵便局にチューブが行き渡った。市内の最も遠いところでも1時間で送ることが出来た。総延長460kmと世界最大だったが、ファクシミリの普及に伴い1970年代頃から徐々に使われなくなり1984年に役目を終えた。。

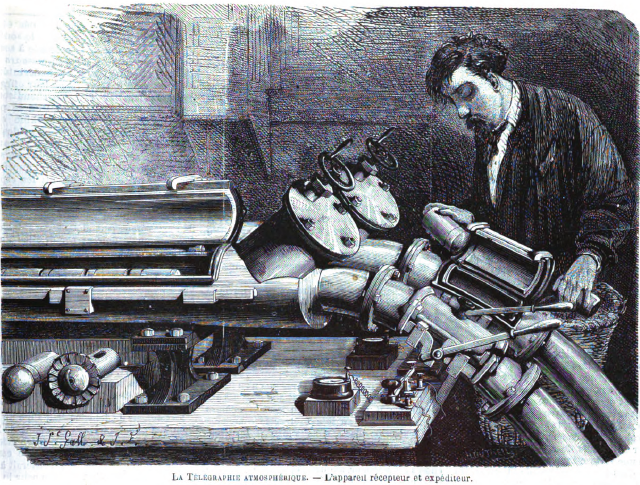
パリの気送管

アメリカでは政府からの資金援助を受けて、ニューヨーク、ブルックリン、ボストン、シカゴ、フィラデルフィア、セントルイスの6都市で採用された。最初の試験が行われたフィラデルフィアは最終的に32kmまで延長したが、資金不足のため1918年に終了した。ボルチモア、シンシナティ、カンザスシティ、サンフランシスコの4都市は候補に挙がったものの契約には至らなかった。